# Indian Super League 2014
Die 1. Indian Super League Saison startete am 12. Oktober 2014 und endete am 20. Dezember 2014.

## Teamauswahl
Die Indian Super League wurde im Oktober 2013 gegründet. Am 13. April 2014 wurden die acht Franchises bekannt gegeben.

## Spielerauswahl
Es wurden zwei Drafts veranstaltet, um Spieler auszuwählen und auf die Mannschaften zu verteilen, ähnlich wie in den USA. Der Domestic Payers Draft fand vom 22. bis 23. Juli 2014 in Mumbai statt. Über diesen wurden 84 Spieler auf sechs Mannschaften verteilt. Der FC Goa und North East United nahmen nicht daran teil, da sie Spieler aus den I-League-Mannschaften ihrer jeweiligen Besitzer übernehmen konnten.
Beim ISL Inaugural International Draft am 21. August 2014 wurden 49 nicht indische Spieler auf die einzelnen Mannschaften verteilt. Der FC Pune City sicherte sich mit Bruno Cirillo den ersten Spieler bei diesem Draft.

## Stadien
| Stadion                               | Stadt     | Mannschaft          | Kapazität |
| ------------------------------------- | --------- | ------------------- | --------- |
| Salt Lake Stadium                     | Kolkata   | Atlético de Kolkata | 68.000    |
| DY Patil Stadium                      | Mumbai    | Mumbai City FC      | 55.000    |
| Jawaharlal Nehru Stadium (Delhi)      | Neu-Delhi | Delhi Dynamos FC    | 60.000    |
| Jawaharlal Nehru Stadium (Chennai)    | Chennai   | Chennaiyin FC       | 40.000    |
| Indira Gandhi Athletic Stadium        | Guwahati  | NorthEast United FC | 35.000    |
| Fatorda Stadium                       | Margao    | FC Goa              | 24.500    |
| Jawaharlal Nehru Stadium (Kochi)      | Kochi     | Kerala Blasters FC  | 55.000    |
| Shree Shiv Chhatrapati Sports Complex | Pune      | FC Pune City        | 22.000    |

## Mannschaften
| Mannschaft          | Trainer             | Kapitän         | Marquee Spieler      | Ausrüster   | Trikotsponsor  |
| ------------------- | ------------------- | --------------- | -------------------- | ----------- | -------------- |
| Atlético de Kolkata | Antonio López Habas | Luis García     | Luis García          | Umbro       | Aircel         |
| Chennaiyin FC       | Marco Materazzi     | Bojan Djordjic  | Elano                | TYKA Sports | Ozone Group    |
| Delhi Dynamos FC    | Harm van Veldhoven  | Mads Junker     | Alessandro Del Piero | Lotto       | FreeCharge     |
| FC Goa              | Zico                | Robert Pires    | Robert Pires         | Adidas      | Videocon D2H   |
| Kerala Blasters FC  | David James         | Penn Orji       | David James          | Puma        | Muthoot        |
| Mumbai City FC      | Peter Reid          | Syed Rahim Nabi | Freddie Ljungberg    |             | Jabong.com     |
| NorthEast United FC | Ricki Herbert       | Miguel Garcia   | Joan Capdevila       | Adidas      | HTC            |
| FC Pune City        | Franco Colomba      | David Trezeguet | David Trezeguet      | Dida        | DHFL Pramerica |